# The Big Bend
The Big Bend (en español: "La Gran Curva) es un rascacielos propuesto de Nueva York. Sería el edificio más largo (que no es lo mismo que alto) del mundo.

## Diseño
Este rascacielos fue diseñado por Ioannis Oikonomou, de la firma de arquitectura de Oiio Studio. Su distitiva forma de "U" invertida convertiría al edificio en el más largo del mundo (1220m de longitud) y en el edificio más alto de América (610m de altura), superando al One World Trade Center.
Su arquitectura es similar al rascacielos 432 Park Avenue, con grandes ventanales.